# Territorio Indígena Ngobe-Bugle de Abrojos Montezuma
Abrojo-Montezuma es uno de los territorios indígenas de la etnia ngäbe o guaimí de Costa Rica, fundado en 1980.

Está localizado en la provincia de Puntarenas, cerca de la frontera con Panamá en donde se ubica la Comarca Ngäbe-Buglé de la misma etnia.

## Geografía
Localizado en el cantón de Corredores y creado en 1980 vía decreto ejecutivo. Sus asentamientos principales son Bajo Los Indios, San Rafael Abrojo, Montezuma y Bella Vista. Su área es de 1,480 hectáreas.

## Demografía
Para el censo de 2011, este territorio tiene una población total de 1494 habitantes, de los cuales 610 habitantes (40,83%) son autoidentificados cómo de etnia indígena.

## Economía
Su economía se basa en el cultivo del cacao, café, frijol, maíz, palmito y plátano, cría de cerdos y aves de corral, caza y pesca y artesanía. Confeccionan artículos de fibra y hojas naturales con tintes y colorantes vegetales.